# Horní Beřkovice
Horní Beřkovice là một làng thuộc huyện Litoměřice, vùng Ústecký, Cộng hòa Séc.